# Psithyrus

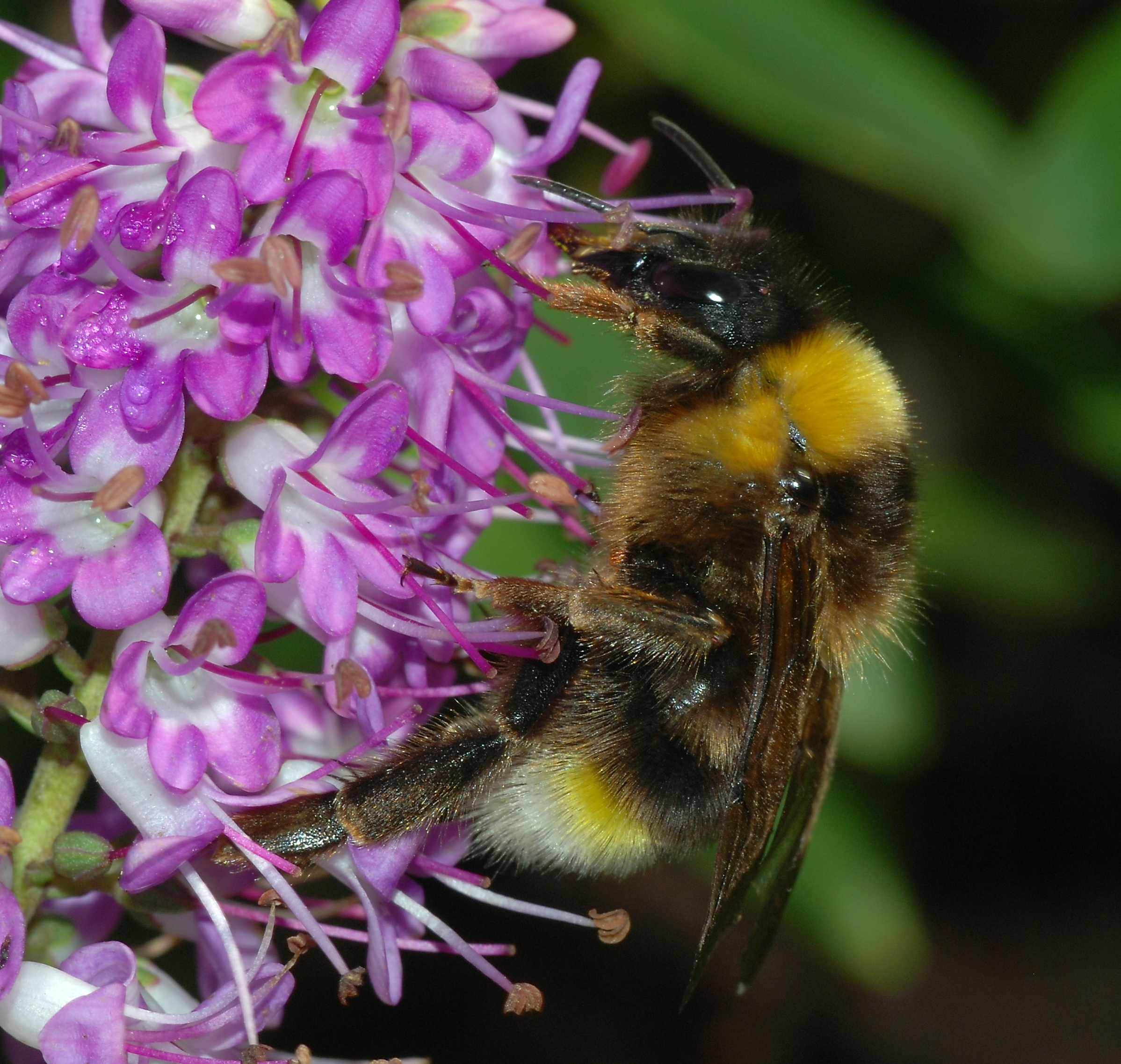
Bombus vestalis

Los abejorros cucos son miembros del subgénero Psithyrus del género Bombus. Anteriormente se lo trataba como a un género independiente de Bombus en la tribu Bombini. El subgénero contiene 29 especies que parasitan a otros miembros del género Bombus. Han perdido la capacidad de recoger polen y de criar sus larvas. Carecen de casta de obreras y las hembras se han convertido en inquilinas de las colonias de otros abejorros.
Cuando una hembra adulta emerge en la primavera se alimenta de las flores. Después se dedica a localizar a una colonia huésped. Una vez que ha infiltrado una colonia, ataca y subyuga o mata a la reina local y domina a las trabajadoras por medio de feromonas o de ataques físicos. Después se dedica a depositar huevos. Las obreras y larvas de la especie huésped se convierten en esclavas que proceden a alimentar y atender a las larvas del abejorro cuco. Cuando estas crías llegan a la madurez abandonan el nido, se aparean y buscan otro nido para parasitar.
Es un género holártico, más diverso en Eurasia.

## Especies

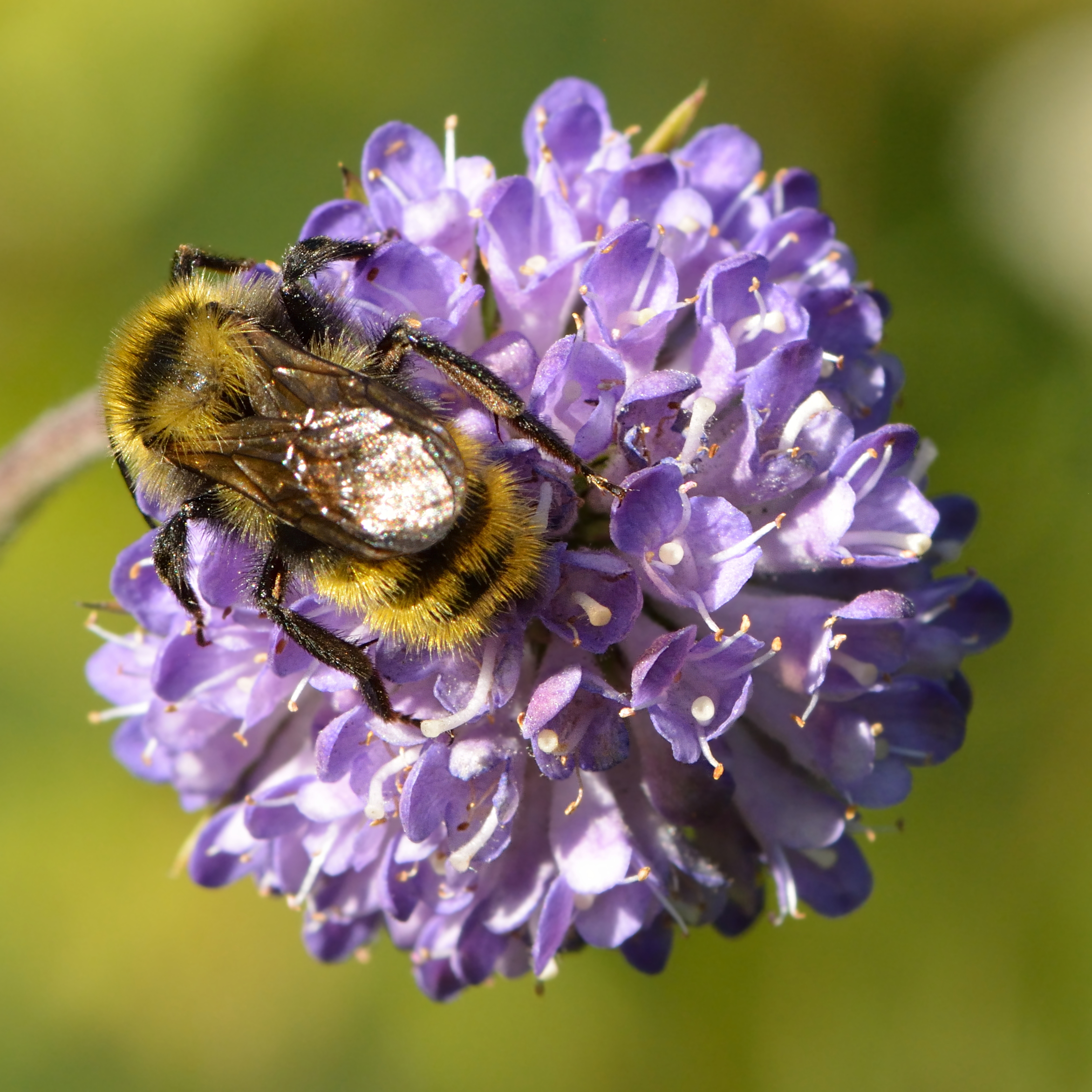
Bombus campestris

- Bombus ashtoni
- Bombus barbutellus
- Bombus bellardii
- Bombus bohemicus
- Bombus branickii
- Bombus campestris
- Bombus chinensis
- Bombus citrinus
- Bombus coreanus
- Bombus cornutus
- Bombus expolitus
- Bombus ferganicus
- Bombus fernaldae
- Bombus flavidus
- Bombus insularis
- Bombus maxillosus
- Bombus monozonus
- Bombus morawitzianus
- Bombus norvegicus
- Bombus novus
- Bombus perezi
- Bombus quadricolor
- Bombus rupestris
- Bombus skorikovi
- Bombus suckleyi
- Bombus sylvestris
- Bombus tibetanus
- Bombus turneri
- Bombus variabilis
- Bombus vestalis